# Praia Azeda
Praia Azeda (portugisiska: Praia de Azeda) är en strand i Brasilien.   Den ligger i delstaten Rio de Janeiro, i den sydöstra delen av landet, 1 000 km sydost om huvudstaden Brasília.